# کلمنت بنهادوش
کلمنت بنهادوش (انگلیسی: Clement Benhaddouche؛ زادهٔ ۱۱ مهٔ ۱۹۹۶) بازیکن فوتبال است.
از باشگاه‌هایی که در آن بازی کرده‌است می‌توان به باشگاه ورزشی کیتچی اشاره کرد.